# هو النهاردة ايه (فلم)
هو النهاردة ايه فيلم روائى قصير تم إنتاجه عام 2007 وهو من الإنتاج المتميز للقنوات المتخصصة بالتليفزيون المصري. الفيلم من سيناريو وحوار ماهر زهدي، وإخراج سامح الشوادي، وبطولة كمال أبو رية، وجيهان راتب وحسن عبد الحميد ووفاء سالم.
اشترك الفيلم في عدة مهرجانات وحاز بالفوز بعدة جوائز وشهادات تقدير لجميع العاملين بالفيلم من أهمها مسابقة مهرجان المجلس القومي لحقوق الإنسان 2008 وفاز به بالجائزة الأولى لأحسن فلم والجائزة الأولى لأحسن سيناريو والجائزة الأولى لأحسن إخراج والجائزة الأولى لأحسن ممثل مناصفة بين كمال أبو رية وحسن عبد الحميد والجائزة الأولى لأحسن ممثلة فازت بها جيهان راتب.
وتعبر أحداث الفيلم عن تقسيم شرائح المجتمع المصري إلى مسلمين ومسيحيين وطبيعة العلاقة بينهم من تعاون وإخاء واحترام بالرغم من اختلاف العقائد الدينية.